# Barryland – Musée et Chiens du Saint-Bernard

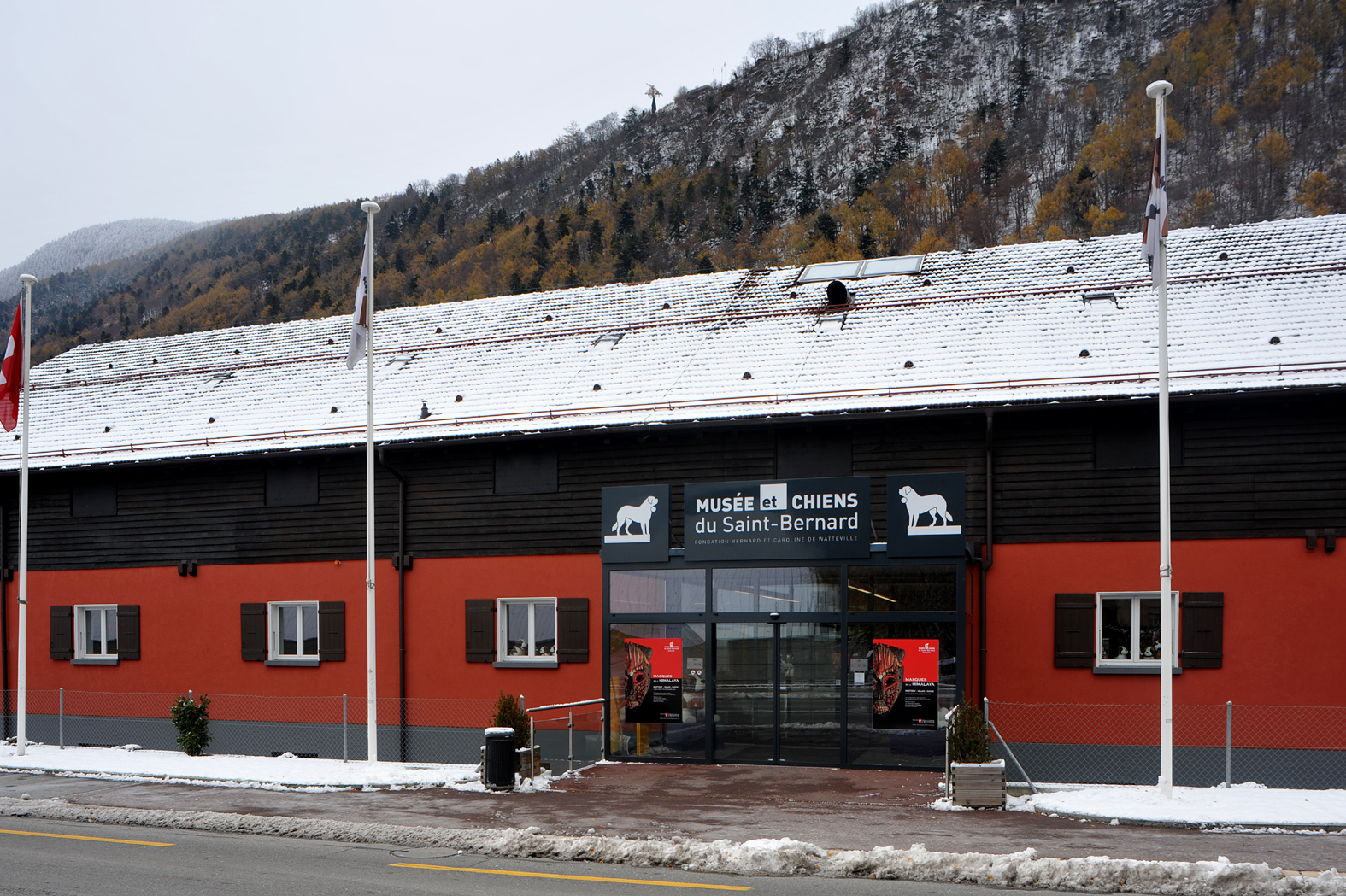
Musée et Chiens du Saint-Bernard

Das Barryland – Musée et Chiens du Saint-Bernard ist ein Museum in Martigny im Kanton Wallis, das sich der Geschichte und der Zucht der Bernhardiner widmet.

## Geschichte
Im Jahr 2004 gab der Orden der Chorherren vom Grossen St. Bernhard bekannt, er sei mangels ausreichender Mitgliederzahlen nicht mehr in der Lage, die Bernhardinerzucht seines Hospizes weiter zu betreuen. Dies hätte das Ende der Zuchtlinie „vom Grossen Sankt Bernhard“ bedeutet. Daraufhin wurde die Stiftung „Barry du Grand-Saint-Bernard“ aktiv und übernahm die Zucht und den Erhalt der Zuchtstätte du Grand St. Bernard (vom Grossen St. Bernhard). Dank einer weiteren Stiftung des Ehepaars de Watteville konnte ausserdem im ehemaligen Zeughaus von Martigny ein Bernhardinermuseum eingerichtet werden.

## Das Museum
Das Museum zeigt im ersten Stock Exponate zum alten Pilgerweg Canterbury–Rom, der durchs Aostatal führte und einen Übergang über den Pass erforderlich machte. Etwa seit dem 17. Jahrhundert wurden Bernhardiner beim Hospiz gehalten und halfen den Chorherren beim Aufspüren vermisster Pilger, die wegen Lawinen oder schlechten Wetters nicht an ihrem Ziel eingetroffen waren. Diese Arbeit der Chorherren und ihrer Hunde wird im Museum u. a. durch einen Film veranschaulicht.
Ab dem 19. Jahrhundert rankten sich zahlreiche Legenden um die Hunde vom Grossen St. Bernhard. Wie sie etwa in der Literatur, in der Kunst und in der Werbung dargestellt wurden, dokumentieren zahlreiche Ausstellungsstücke im Museum.
Im zweiten Stock sind wechselnde Ausstellungen zu verschiedenen Themen zu sehen.

## Hundezucht
Das Erdgeschoss samt Aussengehegen ist der Hundezucht und -haltung vorbehalten.